# Eugenia buxifolia
Eugenia buxifolia es una especie perteneciente a la familia de las mirtáceas.

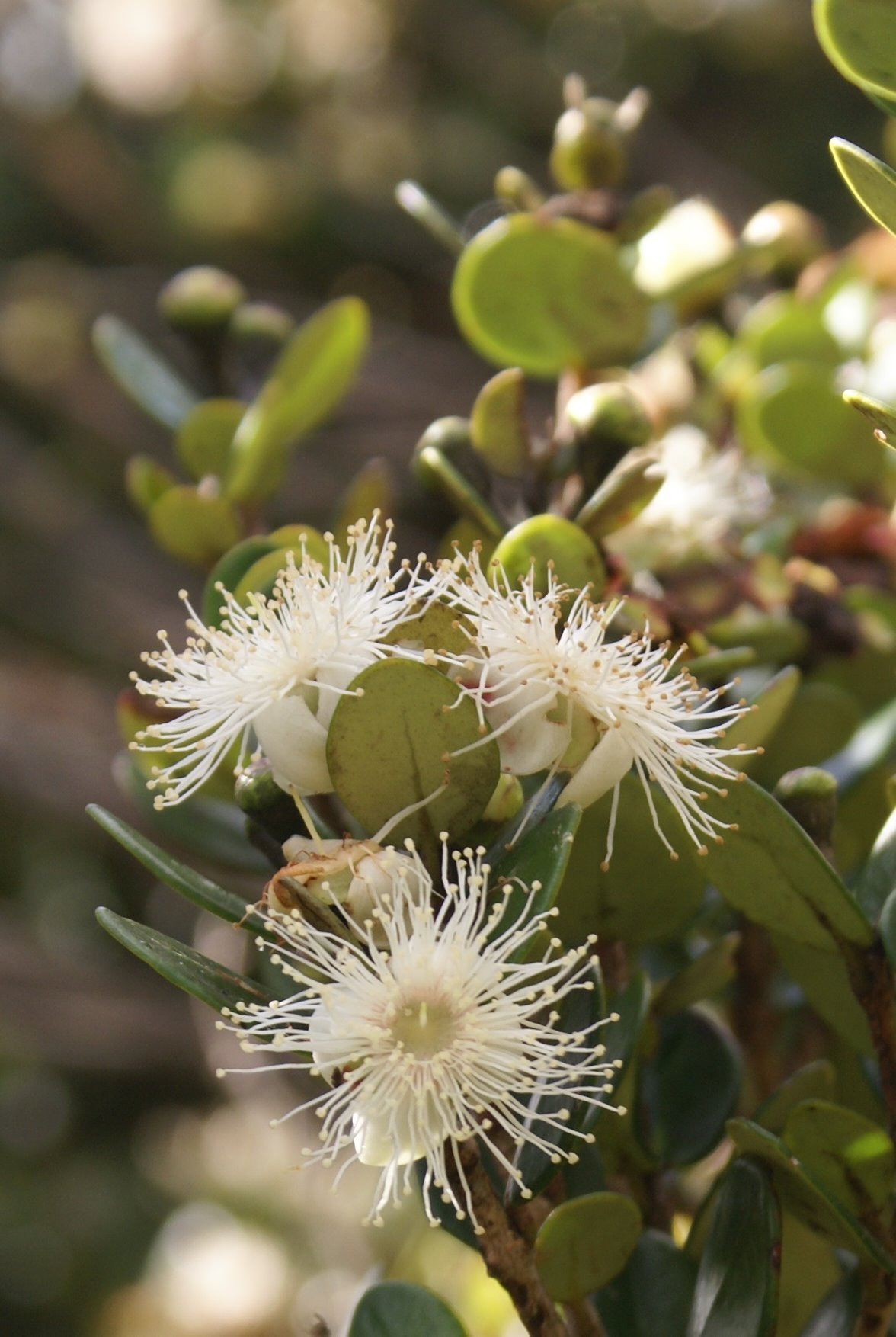
Detalle de las flores

## Características
Alcanza hasta una altura de 5 metros. Tiene frutos en forma de pequeñas guayabas del tamaño de una cereza, la fruta es comestible, y  tiene un color y un sabor que recuerda el níspero.

## Distribución
Es endémica de la isla de Reunión donde es bastante común en los bosques de las montañas, se convirtió en mucho más rara en los restos de los bosques secos de baja altitud. Dio su nombre a muchos barrios de las ciudades de la Reunión  situados en el Hauts.

## Taxonomía
Eugenia buxifolia fue descrita por Jean-Baptiste Lamarck y publicado en Encyclopédie Méthodique, Botanique 3: 204–205. 1789.
Etimología
Eugenia: nombre genérico otorgado en honor del  Príncipe Eugenio de Saboya.
buxifolia: epíteto latino que significa "con hojas como el género Buxus.
Sinonimia
- Myrtus buxifolia (Lam.) Poir. in J.B.A.P.M.de Lamarck (1798).
- Eugenia coriacea F.Dietr. (1817), nom. illeg.
- Myrtus borbonica Spreng. (1825), nom. illeg.
- Jossinia buxifolia (Lam.) DC. (1828).
- Jossinia buxifolia var. microphylla Blume (1850).
- Eugenia buxifolia var. minor Cordem. (1895).
- Eugenia heteromorpha Cordem. (1895).[4]

## Nota
No confundir Eugenia buxifolia Lam. con Eugenia buxifolia (Sw.) Willd. que es en realidad Eugenia foetida Pers..